# Victor Harbor
Victor Harbor är en ort i Australien. Den ligger i kommunen Victor Harbor och delstaten South Australia, omkring 69 kilometer söder om delstatshuvudstaden Adelaide.
Victor Harbor är det största samhället i trakten. 
Genomsnittlig årsnederbörd är 766 millimeter. Den regnigaste månaden är juni, med i genomsnitt 142 mm nederbörd, och den torraste är december, med 22 mm nederbörd.